# بود سكاي شيلد

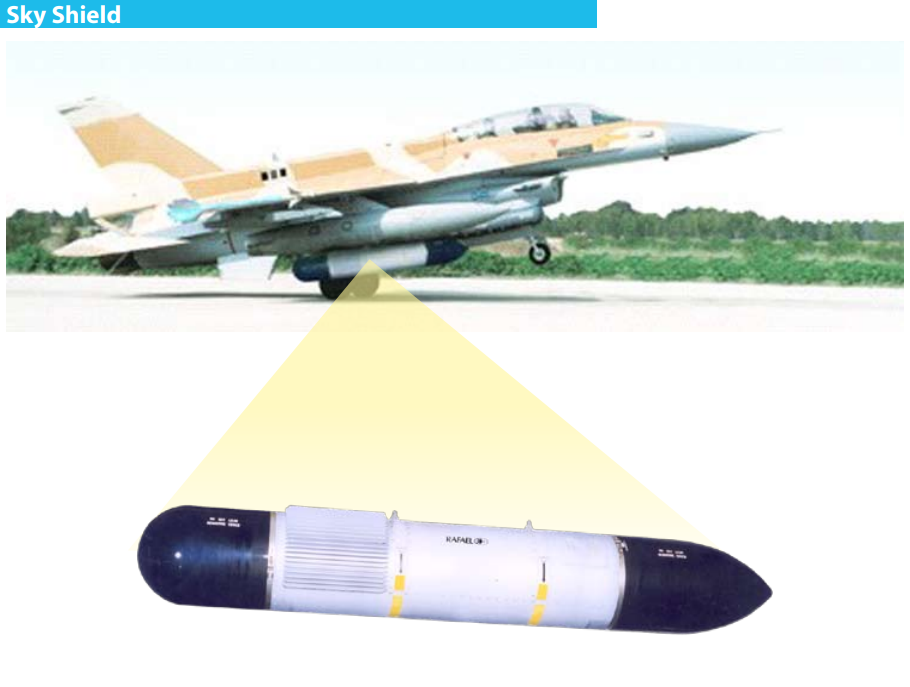
بود سكاي شيلد مثبت على طائرة من طراز F-16

سكاي شيلد (درع السماء) (بالإنجليزية: Sky Shield) هو نظام تشويش متقدم محمول جواً تم تطويره بواسطة شركة رافائيل الإسرائيلية .
توفر وحدة سكاي شيلد للطائرة المقاتلة نظام تشويش متقدم شامل ومتعدد الإستعمالات، يعمل بود سكاي شيلد على الإشتباك مع رادارات العدو لينجح بتوفير إجراءات مضادة شاملة ضد تهديدات العدو، ويخلق النظام ممرًا آمنًا للطائرات المهاجمة، مما يزيد من بقاء الطائرات في تلك البيئة العدائية ويزيد خيارات تلك المقاتلات في الهجوم. يغطي بود سكاي شيلد نطاق طيف الرادارات من النطاق D إلى نطاق KU ويتضمن نظامًا رقميًا لمقياس التداخل لإكتشاف الإشارات ومولد تقنية قائم على DRFM وأجهزة إرسال صفيف توجيهية صلبة معيارية (ESAT) للتشويش. قامت القوات الجوية البرازيلية بشراء هذا البود في عام 2006 لطائراتها المقاتلة من نوع AMX وسيتم دمجه مع تلك المقاتلات من قبل شركة إمبراير البرازيلية للطيران والفضاء.

## روابط خارجية
- صفحة المنتج على موقع شركة رافائيل
- Deagel.com- دليل الطائرات العسكرية العالمية
- موقع رافائيل
- مقال عن AMX و Skyshield